# Đinh Đăng Định
Đinh Đăng Định (sinh ngày 20 tháng 4 năm 1920 - mất ngày 11 tháng 8 năm 2003) là một nhà báo, nhiếp ảnh gia người Việt Nam. Ông được biết đến là người chuyên chụp ảnh về Hồ Chí Minh, Chủ tịch nước Việt Nam Dân chủ Cộng hòa. Ông được trao tặng Giải thưởng Hồ Chí Minh về Văn học - Nghệ thuật vào năm 2000.

## Tiểu sử
Đinh Đăng Định quê ở xã Kiêu Kỵ, Gia Lâm, Hà Nội, sinh trưởng trong gia đình lao động nghèo và có đông anh em. Ông có niềm đam mê chụp ảnh ngay từ thuở nhỏ. Năm 16 tuổi, ông tham gia Hội Ái hữu thợ ảnh do Phan Trọng Tuệ làm hội trưởng. Trước Cách mạng tháng Tám năm 1945, Đinh Đăng Định làm thợ ảnh ở hiệu ảnh Bel Photo tại số 4 Tràng Thi, Hà Nội và tham gia hoạt động cách mạng. Ông tham gia phong trào chống Nhật nhổ lúa trồng đay ở Bắc Ninh cũng như tham gia vẽ phục vụ tuyên truyền cho Báo Cứu quốc. Từ năm 1938, ông được giao nhiệm vụ chụp ảnh cuộc mít tinh đòi quyền dân sinh, dân chủ của các tầng lớp nhân dân tại nhà Đấu xảo Hà Nội (hiện nay là Cung Văn hóa Hữu nghị Hà Nội) trong phong trào cách mạng ở Việt Nam và hoạt động nghệ thuật trong Ban Trinh sát Thành bộ Việt Minh Thành Hoàng Diệu từ năm 1944 đến năm 1946.
Sau Cách mạng tháng Tám, ông tham gia chụp ảnh ủng hộ cho các phong trào Tuần lễ Vàng, Hũ gạo chống đói, Bình dân học vụ do Chính phủ lâm thời nước Việt Nam Dân chủ Cộng hòa phát động. Đặc biệt, sau ngày 2 tháng 9 năm 1945, Đinh Đăng Định vinh dự là một trong sáu người được ông Trần Kim Xuyến, Giám đốc Nha Thông tin - Tuyên truyền, giao nhiệm vụ chụp ảnh chân dung Chủ tịch Hồ Chí Minh tại Bắc Bộ phủ cũng như tham gia chụp ảnh khi Hồ Chí Minh trở về nước sau Hội nghị Fontainebleau năm 1946.
Năm 1946, sau thời gian bám trụ lại Hà Nội để chiến đấu trong khoảng 100 ngày đêm, ông đã cùng với đoàn quân kháng chiến lui về chiến khu 10 để tiếp tục hoạt động và sau đó tham gia công tác tại Ty Văn hóa Thông tin Phú Thọ. Trong những năm đầu sau ngày Toàn quốc kháng chiến, ông đi khắp địa bàn các tỉnh Phú Thọ, Tuyên Quang, Hà Giang, Cao Bằng, Yên Bái để chụp ảnh đời sống lao động và chiến đấu của nhân dân và quân đội. Tháng 8 năm 1948, ông được kết nạp vào Đảng Cộng sản Việt Nam. Tại Đại hội Đảng bộ khu 10, ông đã cho phóng hơn 100 bức ảnh để trưng bày triển lãm phục vụ đại hội. Chánh văn phòng Trung ương Đảng Cộng sản Việt Nam lúc bấy giờ, ông Lê Văn Lương, trên đường đi công tác cũng đã ghé vào để xem triển lãm và đánh giá cao các tác phẩm của Đinh Đăng Định về mặt nội dung cũng như hình thức. Sau cuộc triển lãm, Đinh Đăng Định đã được ông Lê Văn Lương đưa về làm việc ở Văn phòng Trung ương ở chân đèo Re thuộc xã Điềm Mặc, Định Hóa, Thái Nguyên và đến năm 1949 đảm nhận trọng trách chụp ảnh Chủ tịch Hồ Chí Minh. Một trong những lần chụp đầu tiên là lần Đinh Đăng Định chụp Hồ Chí Minh tiếp đón Chủ tịch Mặt trận Lào Yêu nước, Souphanouvong. Trong điều kiện hết sức khó khăn lúc bấy giờ, để rửa ảnh, ông phải làm buồng tối ngay bên bờ suối với mái lợp lá cọ, tường đất trộn rơm và lấy nước suối làm nước tráng ảnh, phải tự dùng gỗ để chế tạo máy phóng và hòm in.
Kể từ đó, ông đã có khoảng thời gian 17 năm sống và làm việc bên cạnh Hồ Chí Minh, với nhiệm vụ chụp ảnh Hồ Chí Minh khi làm việc, khi ở mặt trận cũng như trong sinh hoạt đời thường và đặc biệt là ông cũng được học hỏi rất nhiều về kỹ thuật chụp ảnh từ Hồ Chí Minh, một người vốn từng làm nghề thợ ảnh khi còn ở Paris vào những năm 1920. Sau đó, ông được giao nhiệm vụ tập hợp các cán bộ, phóng viên nhiếp ảnh thuộc các cơ quan báo chí, văn hóa, các công ty ảnh cũng như các hợp tác xã nhiếp ảnh để thành lập Hội Nghệ sĩ Nhiếp ảnh Việt Nam. Đinh Đăng Định đã được bầu làm Tổng thư ký đầu tiên của hội ở Đại hội Nhiếp ảnh lần thứ I vào năm 1966, ông đã giữ cương vị này trong suốt 17 năm. Ngoài ra, ông còn là người tổ chức nên tờ Tạp chí Nhiếp ảnh và đảm nhiệm vai trò Tổng biên tập trong suốt gần 20 năm. Ngoài ra, Đinh Đăng Định còn là phóng viên nhiếp ảnh của Phủ Thủ tướng, Ủy viên Đoàn Chủ tịch Liên hiệp Các Hội Văn học Nghệ thuật Việt Nam.
Đinh Đăng Định có tổng cộng 11 cuộc triển lãm ảnh cá nhân, trong số đó nổi bật nhất là vào năm 1990, nhân dịp kỷ niệm 100 năm ngày sinh của Chủ tịch Hồ Chí Minh, 79 tác phẩm nhiếp ảnh về Hồ Chí Minh của Đinh Đăng Định đã được Hội Nhiếp ảnh Nghệ thuật Hà Nội chọn để trưng bày trong buổi triển lãm ảnh Chủ tịch Hồ Chí Minh - hình ảnh của dân tộc tại thủ đô Hà Nội. Đinh Đăng Định mất vào ngày 11 tháng 8 năm 2003 do bệnh hiểm nghèo và được an táng tại quê nhà, Gia Lâm, Hà Nội.

## Giải thưởng, danh hiệu
Trong cuộc đời hoạt động và sáng tác nghệ thuật, Đinh Đăng Định đã được Đảng Cộng sản Việt Nam và Nhà nước Việt Nam tặng thưởng Huân chương Độc lập hạng ba, Huân chương Lao động hạng ba, Huân chương Kháng chiến hạng ba, Huân chương Kháng chiến chống Mỹ cứu nước hạng nhất và Huy hiệu 50 năm tuổi Đảng. Đặc biệt, với bộ ảnh về Chủ tịch Hồ Chí Minh, ông đã được Nhà nước Việt Nam trao tặng Giải thưởng Hồ Chí Minh về Văn học - Nghệ thuật vào năm 2000.